# Rahuning (plaats)
Rahuning is een bestuurslaag in het regentschap Asahan van de provincie Noord-Sumatra, Indonesië. Rahuning telt 1734 inwoners (volkstelling 2010).